# Andrej Rubljov

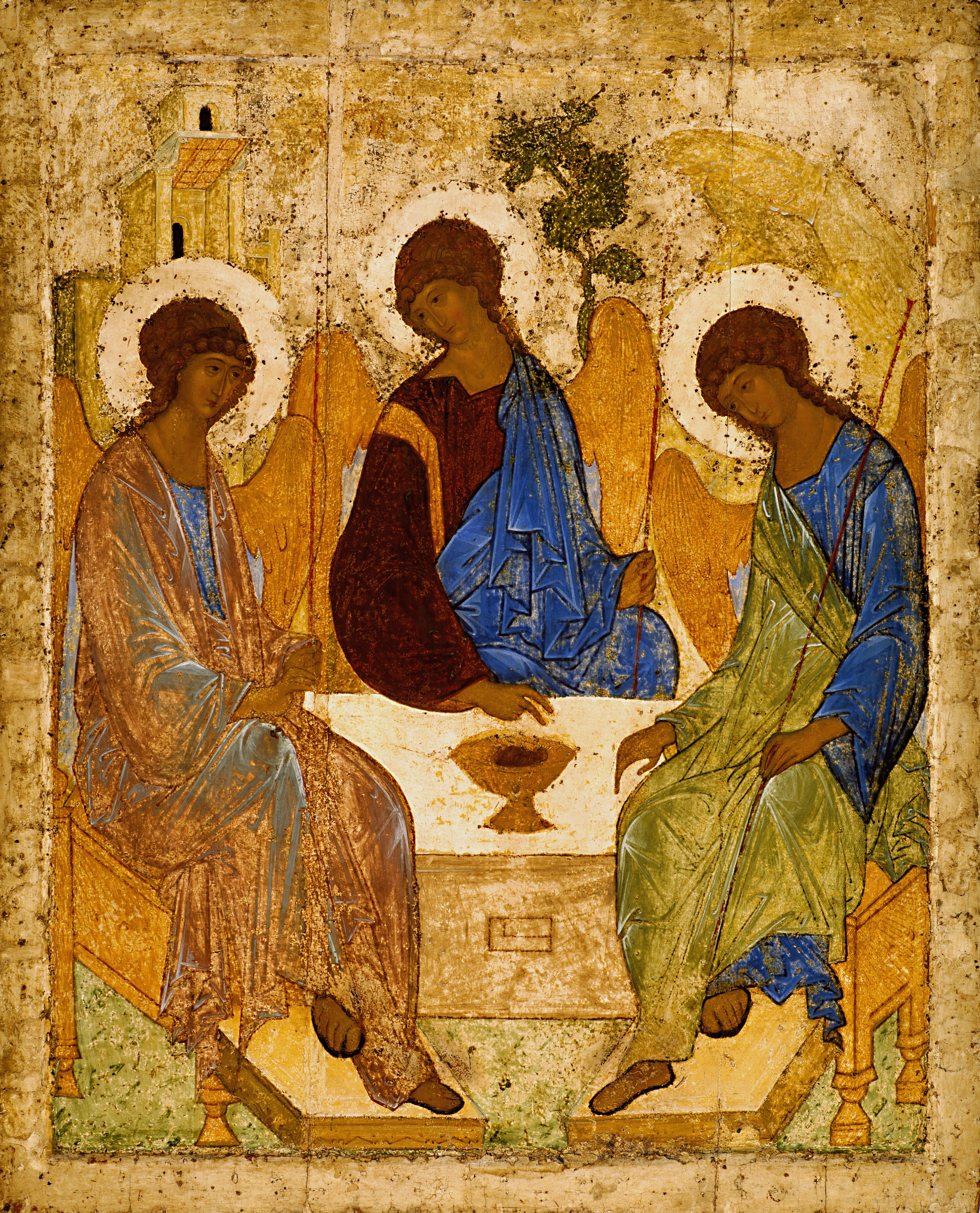
Andrej Rubljov – Den gammaltestamentliga Treenigheten (1425–1427).

Andrej Rubljov (ryska: Андрей Рублёв), född cirka 1360, död 1430 i Moskva, Ryssland, var en rysk munk och målare av ikoner och fresker.

## Biografi
Rubljov är den främste av Rysslands religiösa målare. Han utförde ett stort antal ikoner för ryska kyrkor och kloster. Hans mest berömda verk är Den gammaltestamentliga Treenigheten (1425–1427), som skildrar änglarnas besök hos Abraham och Sara i Mamres terebintlund (1 Mos. 18:1–16). Ikonen har år 2023 överförts från Tretjakovgalleriet till Moskvas patriarkat. Rubljovs ikonmåleri skiljer sig från den bysantinska traditionen och utmärks av en känslig linjeföring och varma, dämpade och harmoniska färger.
Den sovjetiske regissören Andrej Tarkovskij gjorde en spelfilm om Rubljov, Den yttersta domen, med urpremiär 1966.

## Utmärkelser
Asteroiden 2457 Rublyov är uppkallad efter honom.